# Mas de Santa Maria de Penardell
Mas de Santa Maria de Penardell o Mas de Penardell és un mas del municipi de Pau (Alt Empordà) inclòs en l'Inventari del Patrimoni Arquitectònic de Catalunya.

## Descripció
Situat al sud-oest del nucli urbà de la població, a uns tres quilòmetres de distància per la carretera de Pau a Castelló d'Empúries i a un quilòmetre del veïnat de Vilaüt, dins del Parc Natural dels Aiguamolls de l'Empordà.
Gran mas de planta rectangular format per la successió de cossos adossats. El sector més antic de la construcció es concentra a la part est del conjunt. Es tracta d'un gran cos de planta rectangular distribuït en planta baixa i pis, amb la coberta a dues vessants de teula, i format per diverses crugies. Això fa que una de les característiques de la façana sud siguin les reculades creades per les cantonades d'aquests cossos. La façana presenta diverses obertures, majoritàriment finestres rectangulars, amb els brancals bastits amb carreus de pedra i les llindes planes.
Adossat per la banda oest hi ha un altre cos de planta rectangular, amb la coberta a un vessant de teula, orientada vers l'oest. Presenta dos pisos d'alçada i, a la part davantera, hi ha una petita terrassa amb sortida des del primer pis. Les obertures són rectangulars i es troben emmarcades en pedra. A l'extrem sud es localitza la capella del mas, de planta rectangular i amb la coberta a una vessant. Presenta la façana orientada al sud i un gran portal d'arc de mig punt adovellat.
La resta de cossos que s'adossen vers l'oest corresponen a edificis destinats a les tasques agrícoles i ramaderes actuals: coberts, magatzems i quadres de recent construcció.
Tota l'edificació es troba bastida amb pedra més o menys desbastada, lligada amb morter de calç, amb les cantonades bastides amb carreus ben escairats disposats a cap i través. Alguna de les crugies de la façana sud, en canvi, presenten el parament arrebossat i pintat.

## Història
Aquest mas, situat a un quilòmetre del veïnat de Vilaüt, al cim d'un tossal que emergeix de la plana, assenyala segurament el lloc on hi hagué el petit monestir de Santa Maria de Penardell, del qual no en resten vestigis apreciables.
El monestir desaparegué a la fi del segle xiv i l'actual mas va ser bastit vers el s. XVIII, encara que ha estat restaurat recentment per l'arquitecte Pelai Martínez i Paricio.
Aquest lloc és esmentat l'any 982, com una possessió del monestir de Sant Pere de Rodes. El monestir havia sorgit al costat d'una església dedicada a Santa Maria i fou fundat per donats i donades (durant l'Edat Mitjana un donat o donada era qui es donava a si mateix, amb els seus béns, en possessió d'un monestir). L'any 1229, l'abat Ponç de Santa Maria de Roses es preocupà d'estabilitzar el cenobi posant-lo sota la regla benedictina. Era un monestir mixt, d'homes i dones (un cas no gaire freqüent, però no únic). La fundadora va ser Ermessenda Sifred.